# Hermann-Josef Geismann
Hermann-Josef Geismann (né le 1er août 1930 à Hemer et mort le 23 juin 2018 dans la même ville) est un architecte et homme politique allemand, membre du Landtag de Rhénanie-du-Nord-Westphalie pour la CDU entre 1970 et 1985. En outre, il est le dernier maire du bureau de Hemer entre 1969 et 1974.

## Biographie
Après avoir obtenu son diplôme de fin d'études secondaires en 1948, Hermann-Josef Geismann entame un apprentissage de dessinateur technique et de maçon. Jusqu'en 1958, il suit également une formation d'ingénieur, puis travaille comme architecte. Après avoir travaillé pour Alwin Dossmann à Iserlohn, il dirige ensuite son propre bureau. L'art est un passe-temps, c'est pourquoi il travaille en tant qu'artiste indépendant entre-temps.
En tant qu'architecte, il conçoit notamment les bâtiments suivants:
- 1966: Église du Christ-Roi à Hemer
- 1968: Église Saint-Michel d'Iserlohn[1]
- 1973: Reconstruction de l'église Sainte-Marie à Hemer
- 1988: Reconstruction de l'église Ihmert à Hemer[2]

En tant que président de l'Association des citoyens et de la patrie de Hemer, il supervise la modernisation du musée Felsenmeer. Le BHV et la Haus- und Grundbesitzerverein Hemer nomment Geismann président d'honneur. À l'âge de 73 ans, il est également responsable du chantier pour les travaux de rénovation du château de Klusenstein. Les manoirs classés Haus Hemer et Edelburg sont également restaurés par lui.

## Politique
À l'âge de 18 ans, Hermann-Josef Geismann rejoint la Junge Union, et en 1955 également la CDU. Il s'implique ensuite dans la gestion de ses associations domestiques. Entre 1960 et 1966, il est président de la Junge Union dans l'arrondissement d'Iserlohn, entre 1966 et 1978, il dirige la CDU Hemer, en tant que vice-président de la ville et de l'arrondissement de la CDU d'Iserlohn, il est actif de 1967 à 1979 (depuis 1974 CDU Mark). Le syndicat des jeunes de sa ville natale, Hemer, fait de lui un membre honoraire.
En 1970, Geismann entre pour la première fois au Landtag de Rhénanie-du-Nord-Westphalie. Cinq ans plus tard, il remporte les élections dans la circonscription d'Iserlohn-Ville- Iserlohn-Campagne II pour la CDU. Après la réorganisation municipale, il remporte à nouveau la circonscription de Arrondissement de La Marck IV en 1980. Lors de l'élection d'État suivante en 1985, cependant, il perd son mandat au profit du candidat du SPD Hagen Müller. Dans le débat sur la loi Sauerland/Paderborn, il se prononce en faveur de l'indépendance d'Hemer par rapport à Iserlohn.
En plus de la politique d'État, Hermann-Josef Geismann est également actif dans la politique locale. Entre 1969 et 1978, il est membre du conseil municipal de Hemer, en tant que maire pendant les cinq premières de ces années. En 1969, il est élu à la dernière assemblée de l'arrondissement d'Iserlohn pour cinq ans. En mars 1981, Geismann est fait chevalier de l'ordre du Mérite de la République fédérale d'Allemagne.
Geismann est critiqué lors de la réaménagement du centre-ville de Hemeran. Fin 1975, en tant qu'agent public, il s'est vu verser 35 000 DM par le promoteur du nouveau centre, Bernhard Kleine-Frauns, comme on l'apprend en 1978. De plus, en tant qu'architecte de la société adjudicatrice Erdbories, il a participé à certaines réunions à huis clos du comité de planification, bien qu'il ait été partial dans la discussion sur le centre-ville et n'aurait donc pas dû participer conformément aux règlements municipaux. En conséquence, il doit démissionner de son mandat au conseil en août 1978. Un mois plus tard, Geismann démissionne également de la présidence de la CDU Hemer.
Hermann-Josef Geismann décède le 23 juin 2018 dans sa ville natale.